# 横浜市西公会堂
横浜市西公会堂（よこはましにしこうかいどう）は横浜市西区岡野にある多目的ホール。横浜市が設置し、アクティオ株式会社が指定管理者として運営している。
2022年5月10日から2023年5月まで講堂の天井改修工事。

## 概要
1982年（昭和57年）開館。横浜駅西口から徒歩約10分と利便性が高い。
横浜市西地区センターと併設。開館当時は両方をまとめて横浜市西センターと呼ばれていた。今でも道路看板などにその形跡が残されている。

## 施設
講堂
716㎡、定員575名（うち車椅子スペース3席）
1号会議室
144㎡、定員108名
2号会議室
59㎡、定員36名

## 所在地とアクセス
- 神奈川県横浜市西区岡野1-6-41